# Vanishing Son
Vanishing Son è una serie televisiva statunitense in 13 episodi trasmessi per la prima volta nel corso di una sola stagione nel 1995. Prima della serie erano stati trasmessi 4 film per la televisione nel 1994 intitolati Vanishing Son I (o anche solo Vanishing Son), Vanishing Son II, Vanishing Son III, e Vanishing Son IV

## Trama
Jian-Wa Chang è un musicista che è scappato dalla Repubblica Popolare Cinese dopo essere stato coinvolto in una manifestazione studentesca contro il governo. Lui e suo fratello Wago fuggono negli Stati Uniti dove Jian-Wa continua ad esercitare la sua musica mentre Wago viene attratto dalla criminalità organizzata.
Wago e due agenti federali degli Stati Uniti vengono poi uccisi; Jian-Wa è ritenuto responsabile, ma dietro gli omicidi vi è un mafioso vietnamita conosciuto come "il Generale" (S. Haing Ngor). Jian-Waa è così costantemente in fuga dallo spietato agente federale Dan Sandler, che vuole vendicare i colleghi uccisi, e dalla sua collega Judith Phillips, che invece crede che Jian possa anche risultare innocente. Jian-Wa diventa un fuggitivo e usando la sua saggezza, la sua abilità musicale e le arti marziali cercherà di  risolvere i problemi lungo la sua strada, nella sua missione di portare il Generale alla giustizia. Mentre aiuta gli altri durante la fuga, viene aiutato dallo spirito di Wago, il fratello assassinato. La serie fu cancellata dopo i primi tredici episodi

## Personaggi
- Jian-Wa Chang (13 episodi, 1995), interpretato da Russell Wong.
- agente Dan Sandler (13 episodi, 1995), interpretato da	Jason Leland Adams.
- Wago Chang (13 episodi, 1995), interpretato da	Chi Muoi Lo.
- agente Judith Phillips (13 episodi, 1995), interpretata da	Stephanie Niznik.
- Marcek (5 episodi, 1995), interpretato da	Michael Cavanaugh.
- Kelly (2 episodi, 1995), interpretata da	Catherine Bell.
- Isaac (2 episodi, 1995), interpretato da	Kurt Fuller.
- Cliff Lewis (2 episodi, 1995), interpretato da	Brandon Hammond.
- il generale (2 episodi, 1995), interpretato da	Haing S. Ngor.

## Produzione
La serie, ideata da Rob Cohen, fu prodotta da MCA Television Stu Segall Productions e girata a San Diego in California. Le musiche furono composte da Jan Hammer.

### Registi
Tra i registi della serie sono accreditati:
- Gabrielle Beaumont (2 episodi, 1995)
- Ralph Hemecker (2 episodi, 1995)
- Charles Siebert (2 episodi, 1995)

## Distribuzione
La serie fu trasmessa negli Stati Uniti nel 1995 in syndication. In Italia è stata trasmessa con il titolo Vanishing Son.

## Episodi
| Stagione       | Episodi | Prima TV USA |
| -------------- | ------- | ------------ |
| Prima stagione | 13      | 1995         |